# Maria Pilar Gil
Maria Pilar Gil (Badalona, 17 de noviembre de 1967) es una científica y escritora española en lengua catalana.
Doctora en ciencias químicas por la Universidad de Barcelona, Gil amplió sus estudios en los Estados Unidos. Ha escrito Créixer amb Poe (Premio Joaquim Ruyra de narrativa juvenil de 2007) y Brahe i Kepler. El misteri d'una mort inesperada (2011), así como otros cuentos infantiles inspirados en personajes históricos. Actualmente reside en Escocia.